# Colt Shooting Master
Der Colt Shooting Master ist ein 6-schüssiger Revolver, der von der Firma Colt in Hartford, Connecticut, USA in der Reihe der von 1898 bis 1944 hergestellten grossrahmigen Colt New Service Revolver in diversen Kalibern als Waffe für Sportschützen auf den Markt gebracht wurde.

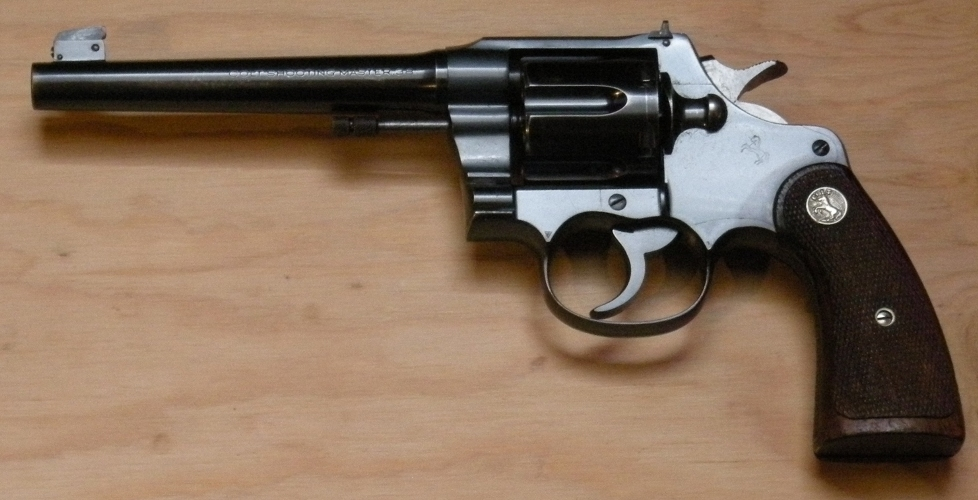
Colt Shooting Master .38 Special

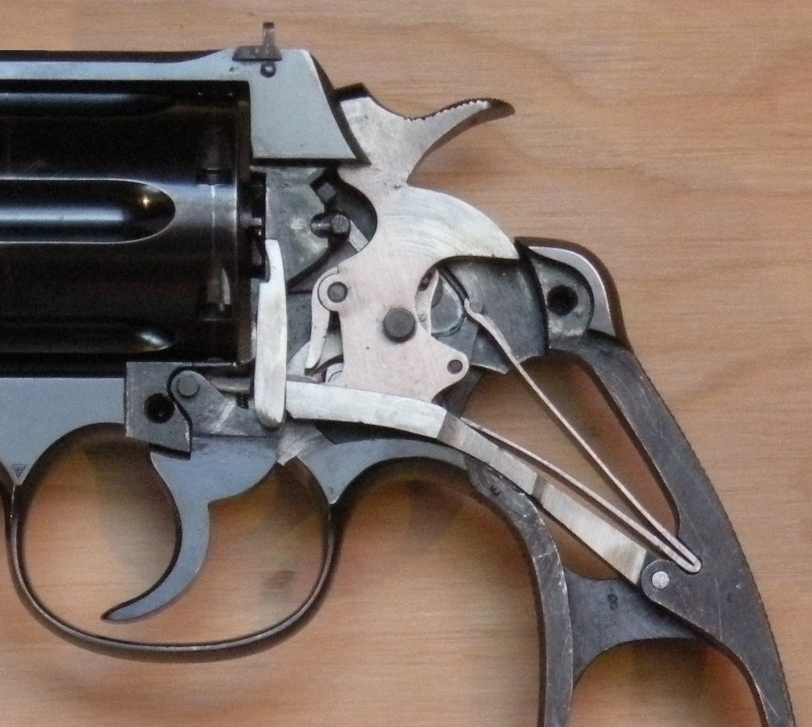
Schloss des Shooting Master Revolvers

Die Produktion des Shooting Masters begann gegen Ende der Zwanzigerjahre und endete 1941 mit dem Eintritt der USA in den Zweiten Weltkrieg. Die Seriennummern dieser Revolver liegen in der New Service-Nummernreihe zwischen 328.000 und 350.000, die Anzahl der hergestellten Waffen dieses Typs ist unbekannt.
Der Shooting Master ist eine verfeinerte Ausführung des New Service Target Revolvers. Die Teile seines Schlosses wurden vor dem Zusammenbau individuell eingepasst und gehont, der Rahmen ist oben und in der Partie um den Hahn matt, um Lichtreflexe zu vermeiden. Alle Colt Shooting Master wurden serienmäßig brüniert, sie wurden einzig mit 6 inch -Läufen ausgeliefert. Der Lauf trägt links die Beschriftung SHOOTING MASTER (plus Kaliber). Vorder- und Hinterteil des Griffrahmens sowie der Abzug sind geriffelt. Der Hahnsporn hat eine verbreiterte Daumenauflage, diese kann auch einseitig, links oder rechts sein. Das auf dem oben flachen Gehäuserahmen angebrachte Visier ist mit einer rechts seitlich angebrachten Schraube seitenverstellbar und das Korn ist in der Höhe verstellbar.
Der Colt Shooting Master war in den Kalibern .38 Special, 44 S&W Special, .45 Long Colt und .45 ACP erhältlich, 1935 kam das Kaliber .357 Magnum dazu. Sein Nachfolger im Kaliber .357 war der gegen Ende 1953 auf den Markt gebrachte Colt .357.